# Erik Fenger
Erik Fenger var en dansk tennisspiller medlem af B.93. Han vandt DM 1921 udendørs i herre double med Povl Henriksen som også spillede for B.93.